# Saint-Antoine-sur-l'Isle
Saint-Antoine-sur-l'Isle är en kommun i departementet Gironde i regionen Nouvelle-Aquitaine i sydvästra Frankrike. Kommunen ligger i kantonen Coutras som tillhör arrondissementet Libourne. År 2022 hade Saint-Antoine-sur-l'Isle 581 invånare.

## Befolkningsutveckling
Antalet invånare i kommunen Saint-Antoine-sur-l'Isle
Referens:INSEE